# Mordella braueri
Mordella braueri es una especie de coleóptero de la familia Mordellidae.

## Distribución geográfica
Habita en las Seychelles.